# Elias Kane
Elias Kane (New York, 1794. június 7. – Washington, 1835. december 12.) az Amerikai Egyesült Államok szenátora (Illinois, 1825–1835).